# Ivan de Rila
 (juillet 2025).
Si vous disposez d'ouvrages ou d'articles de référence ou si vous connaissez des sites web de qualité traitant du thème abordé ici, merci de compléter l'article en donnant les références utiles à sa vérifiabilité et en les liant à la section « Notes et références ».
Saint Jean de Rila (en bulgare Св. преподобни Йоан Рилски Чудотворец), ou Ivan de Rila (Иван Рилски), né vers 876 et mort le 18 août 946, est un moine, fondateur du monastère de Rila et protecteur de la Bulgarie. Fête principale le 19 octobre et fête secondaire le 18 août.
Le futur Ivan de Rila est né dans une famille pieuse près de Sofia. Très jeune, il se montre attiré par la vie angélique vers laquelle il entraîne son jeune neveu Luc ce qui déclenche la fureur du père du jeune garçon.
Cherchant un lieu propice à la prière, il se retire dans des lieux toujours plus isolés jusqu'à parvenir dans la haute montagne de Rila au Sud-Ouest de la Bulgarie actuelle. Même là dans sa solitude, il est persécuté par des brigands.
Le roi Pierre Ier (927-968) entend parler de son ascèse et cherche à le prendre sous sa protection. Mais le saint ne voulut pas quitter sa grotte de Rila. Ce n'est qu'à la fin de sa vie que, par compassion pour les nombreux disciples qui s'étaient rassemblés autour de lui, il construisit les premiers édifices d'un monastère.
Le monastère de Rila est aujourd'hui le plus haut lieu de l'Église et de la culture bulgares.
L'Église célèbre sa mémoire le 19 octobre. C'est par erreur qu'on la situe parfois le 1er novembre : cette erreur provient du fait que les communautés orthodoxes qui utilisent le calendrier julien voient leur 19 octobre tomber, pour l'instant, le 1er novembre grégorien.
Il est représenté sur les pièces d'un lev et le sera également sur la face nationale des pièces d'un euro bulgares.

## Galerie

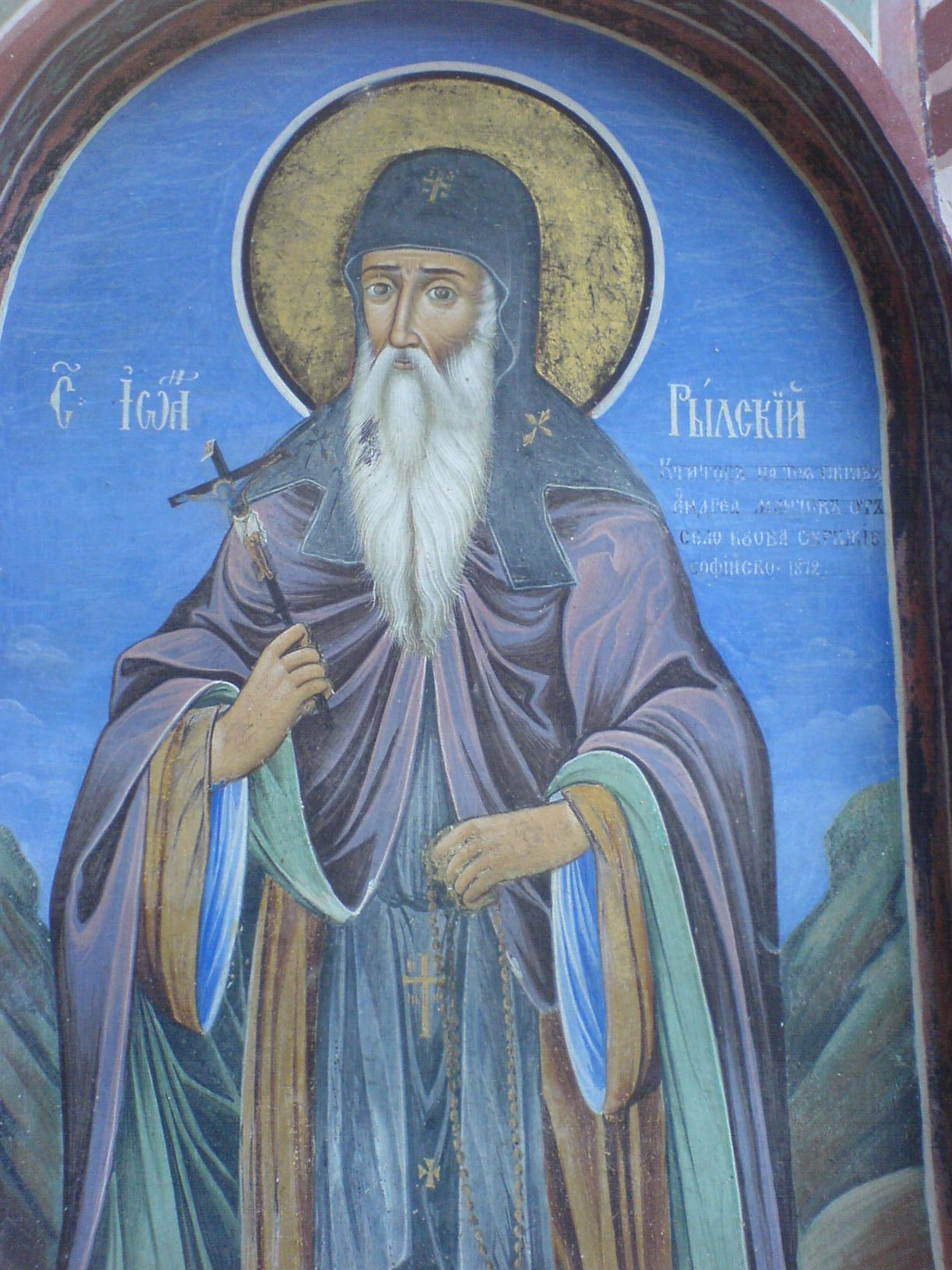
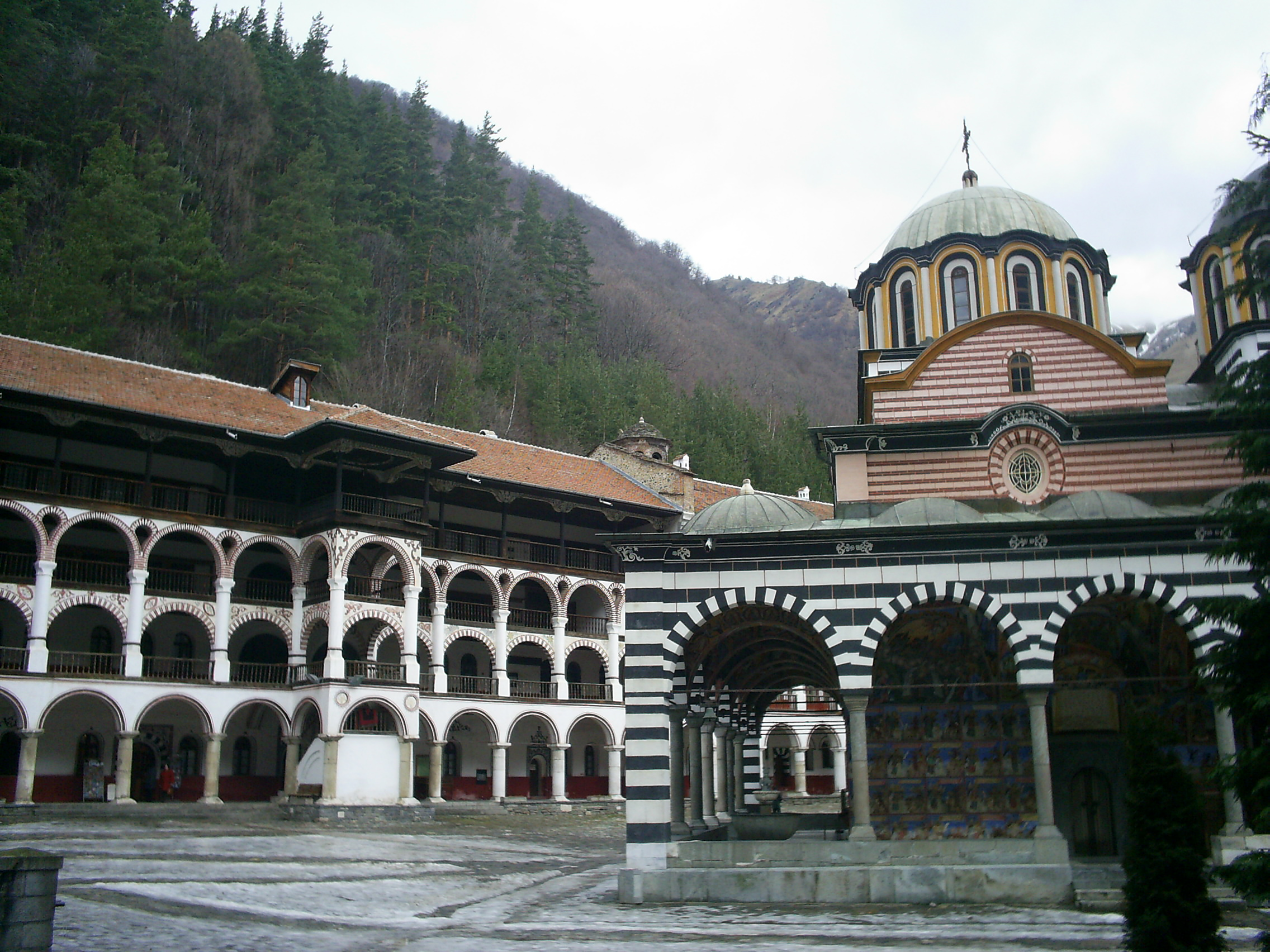
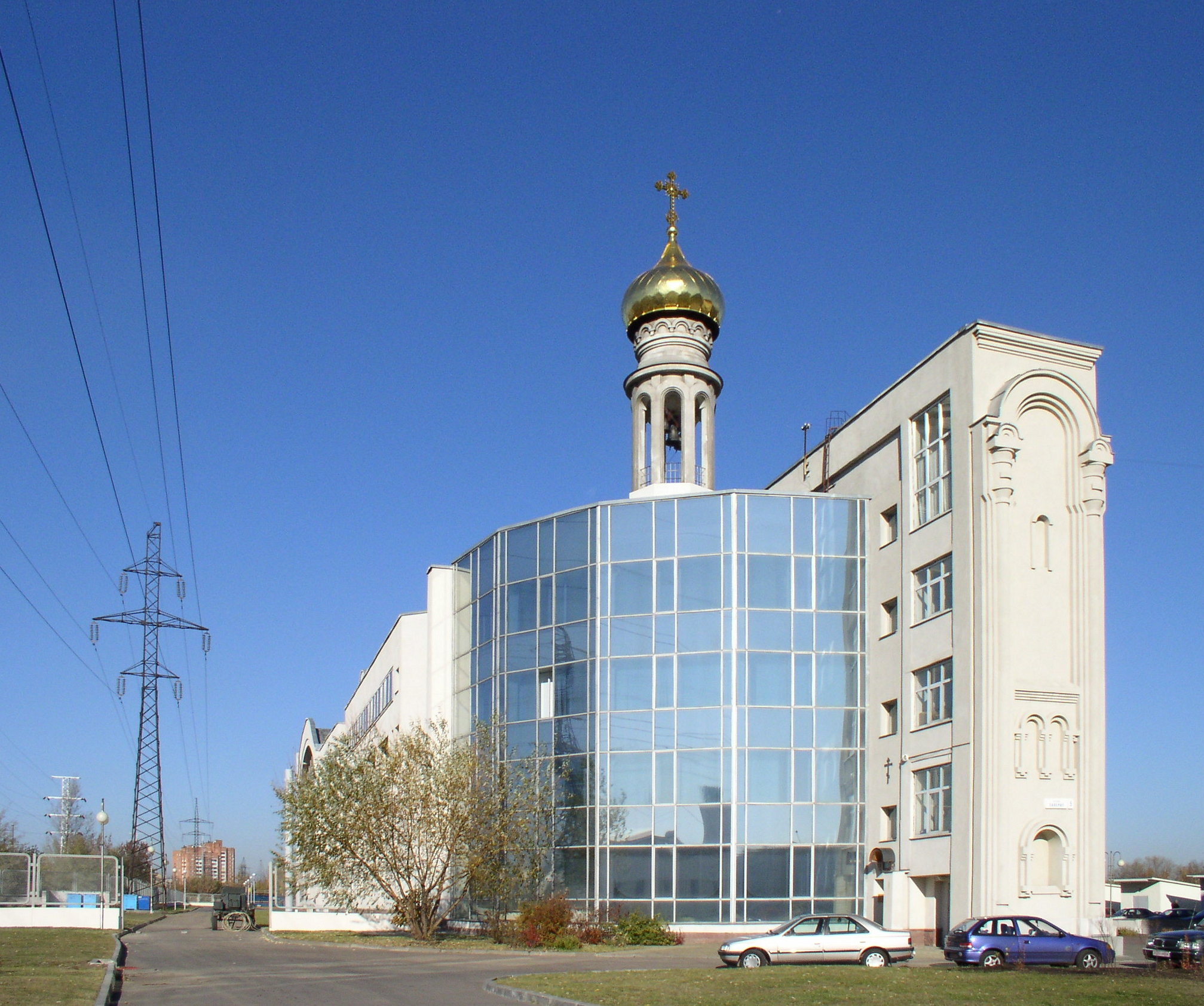
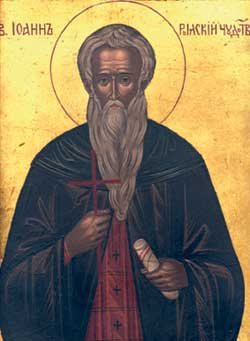

## Liens
- Notices dans des dictionnaires ou encyclopédies généralistes :   - Biographisches Lexikon zur Geschichte Südosteuropas
  - Britannica
  - Deutsche Biographie
  - Proleksis enciklopedija
  - Treccani
- Notices d'autorité :   - VIAF
  - ISNI
  - BnF (données)
  - IdRef
  - LCCN
  - GND
  - Espagne
  - Pologne
  - Israël
  - NUKAT
  - Vatican
  - Tchéquie
  - Grèce